# Franz Ludwig Catel
Franz Ludwig Catel, född den 22 februari 1778, död den 19 december 1856, var en tysk konstnär.

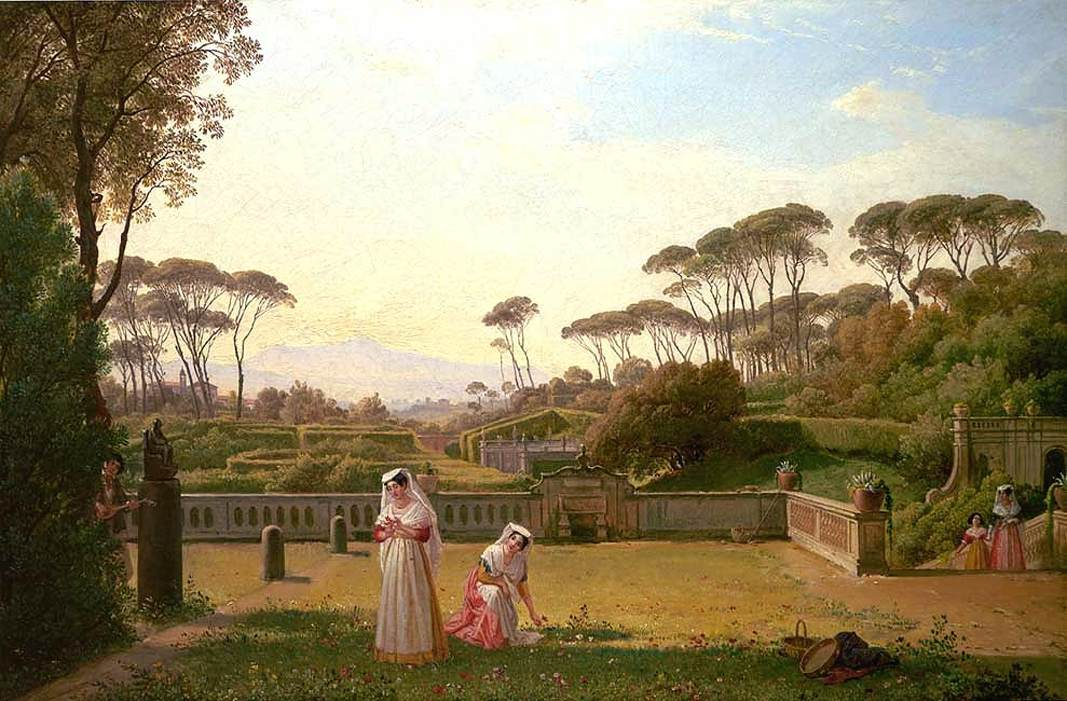
Trädgården vid Villa Doria Pamphili i Rom, månad av Franz Ludwig Catel.

Catel gav i sina verk ett typiskt uttryck för romantikens syn på landskapskonsten. Han målade främst stämningrika arkitekturmotiv från Italien.